# 琴叶楠
琴叶楠（学名：Phoebe pandurata）为樟科楠属下的一个种。

## 扩展阅读
- 維基物種上的相關：琴叶楠